# DOSAAF

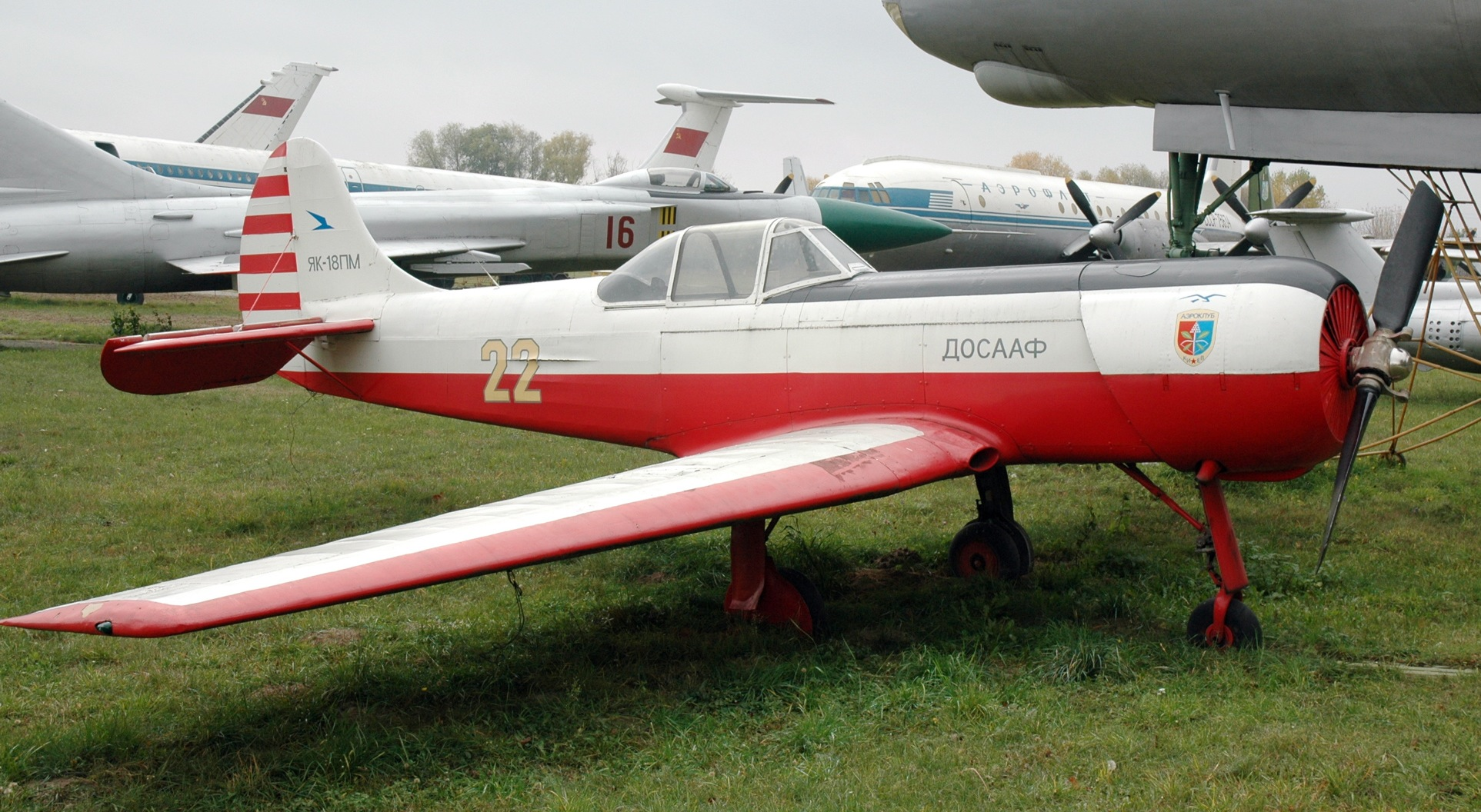
L'aereo da addestramento acrobatico Yakovlev Yak-18PM monoposto in livrea DOSAAF.

La DOSAAF ((RU)  ДОСААФ) è stata una associazione paramilitare sovietica traducibile in Associazione volontaria per la cooperazione con l'esercito, l'aviazione e la flotta (in russo Добровольное Общество Содействия Армии, Авиации и Флоту?). Con la dissoluzione dell'Unione Sovietica l'associazione è rimasta attiva in alcuni paesi ex sovietici come la Russia e la Bielorussia. In alcuni paesi il nome è cambiato, ad esempio in Ucraina il nome è diventato "Associazione di assistenza alla collaborazione dell'Ucraina", in Russia nel dicembre 1991 è stata riformata in Российская оборонная спортивно-техническая организация - POCTO (Organizzazione tecnico-sportiva per la difesa della Russia). Nel dicembre 2009 è stata ribattezzata РОСТО DOSAAF Russia.
L'obiettivo dichiarato della società era "l'educazione patriottica della popolazione e la preparazione di esso per la difesa della Patria". Tra i mezzi per raggiungere questi obiettivi vi era lo sviluppo degli sport paramilitari. Inizialmente, un traguardo importante è stato il sostegno finanziario dei militari sovietici, per mezzo di quote associative, abbonamenti, le lotterie, e donazioni. Allo stesso tempo, lo sport civile è stato supportato anche nel quadro di strutture DOSAAF quali centri sportivi, stadi, piscine.